# Getijdengeul

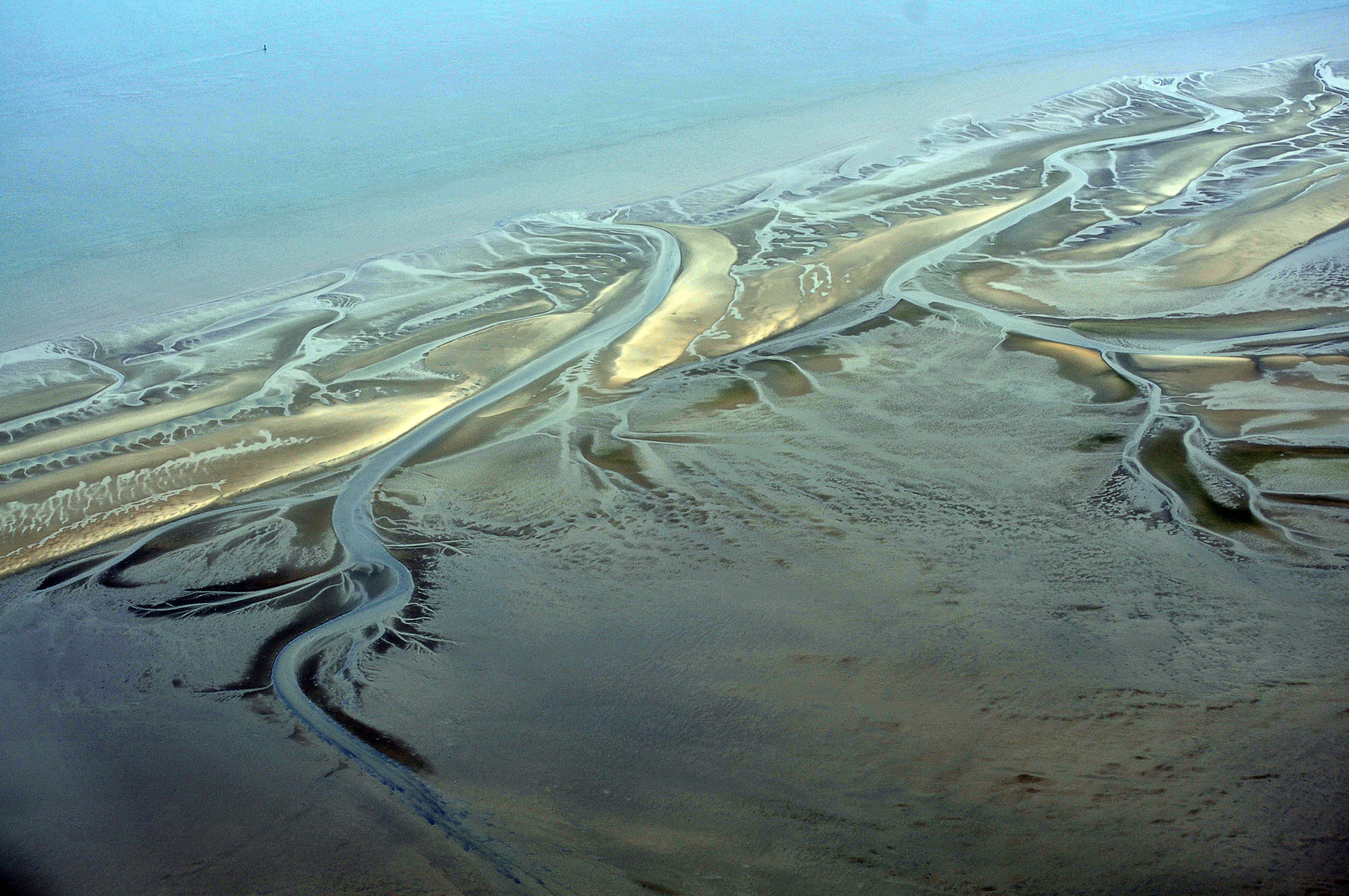
Prielen bij Duitse Wadden

Een getijdengeul is een geul waar eb- en/of vloedwater doorheen stroomt. Deze geulen ontstaan door de stroming van eb en vloed die door erosie geulen uitgraven. Een slenk is een geul in het hoogstgelegen intergetijdengebied, de kwelder, maar ook op strand en zandbanken. In lager gelegen gebied spreekt men ook van een priel. Op waterkaarten wordt vaak het suffix 'gat' gebruikt voor de benaming van geulen.

## Hydrogeomorfologie/dynamiek

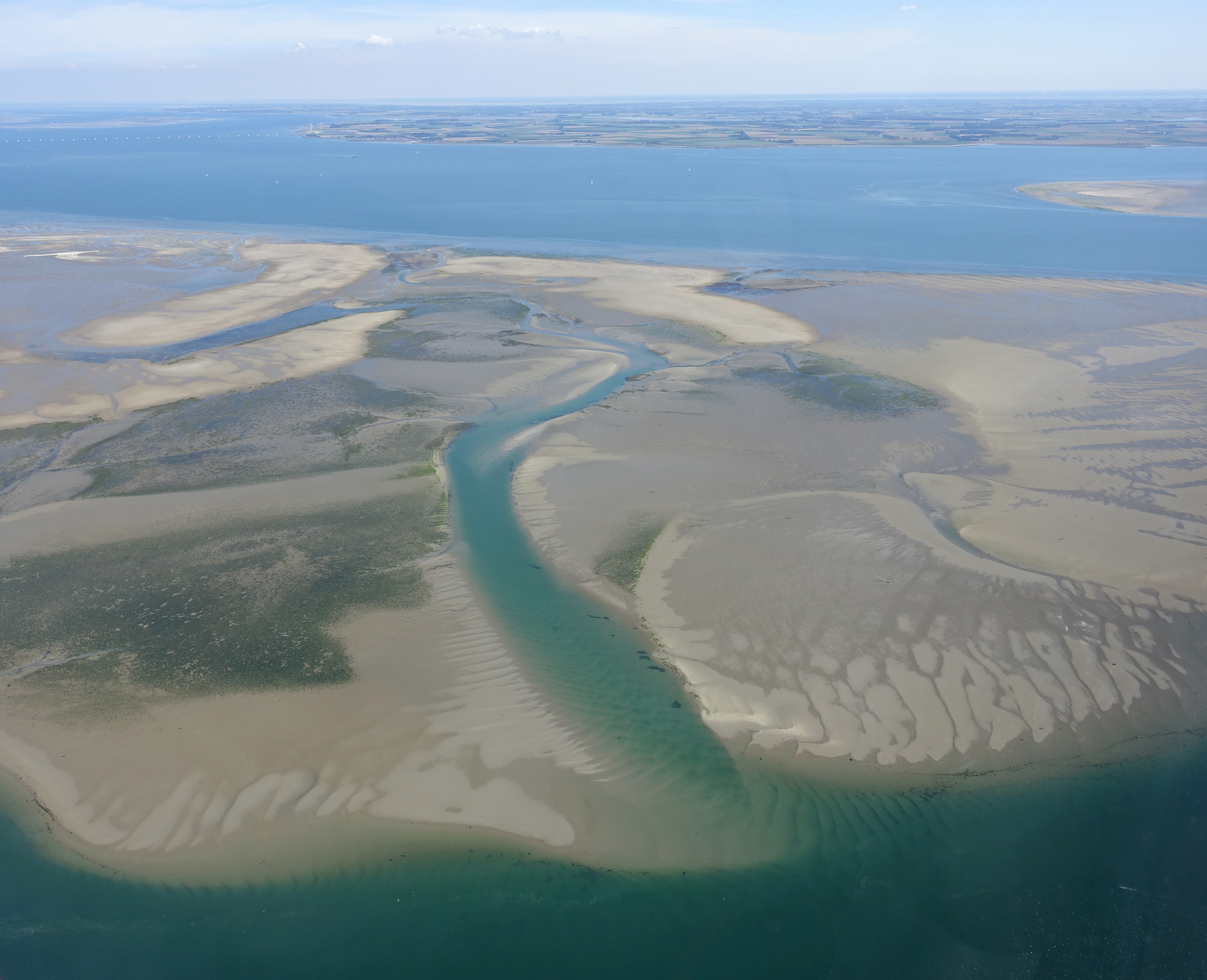
Ook op de zandbanken tussen de grote geulen zijn er kleinere geulen

De ebstroom veroorzaakt de meeste erosie tijdens laag tij bij het lager gedeelte van de geul. In getijdengebieden is er altijd een afwateringsstroom afkomstig van droog gekomen zanden en slikken. Vooral zand neemt veel water op wanneer het onder water komt, dit opgenomen water wordt tijdens het laagtij langzaam afgegeven. Bij hoogtij staat de geul en zijn omgeving onder water en heeft het water veel meer ruimte om te stromen ook buiten de geul, waardoor de vloedstroomsnelheid niet hoog is op de geulbodem. Tijdens de vloedfase wordt bovendien een deel van het water door stijging van het niveau in de geul gestuwd door de ebstroom die tot stilstand komt. Bij grote geulen is bij het keren van het tij een grote impuls van het water dat al in beweging is. Hierdoor ontstaan tegenstromen en stuwing. In bredere waterlopen met meerdere geulen komt het vaker voor dat tijdens de wisseling van eb naar vloed of omgekeerd, de stroomrichting van de hoofdgeul anders is dan in een nevengeul. Er is dan sprake van een vloedschaar en een ebschaar. Door de geringe stroomsnelheid op veel plaatsen tijdens de vloedfase kan sediment bezinken dat dan weer gedeeltelijk weggespoeld wordt door de ebstroom. Bij vloed is de stroomsterkte niet alleen afhankelijk van het veranderende waterpeil, maar ook hoeveel extra oppervlakte onder water komt. Bij hoogtij en zeker bij springtij is er extra watervolume als er meer oppervlakte onder water komt. In principe stroomt er evenveel water in beide richtingen, maar de ebstroom duurt langer. In de hoger gelegen delen van de slikken en zandbanken blijft de afwatering immers doorgaan tot het stijgende waterpeil die delen heeft bereikt. Hetzelfde debiet in de stroomopwaartse richting is korter van duur maar met een diepere en bredere stroom. Door het hogere waterpeil zijn de geulen op dat moment breder en dieper.
De geulontwikkeling wordt naast de stroomdynamiek ook sterk beïnvloed door de aanwezigheid van klei, zand, grind, schelpen, mosselbanken en onderliggende rotsformaties. Dit bepaalt de mate van erosie bij de sterkste stromingen. Bij een sterke stroom blijft alleen het grotere formaat sediment van zand, grind en schelpen over op de bodem. Op plaatsen waar geen of zeer weinig stroom is, bezinkt klein formaat sediment (klei en slib). Er is een natuurlijk evenwicht: bij een hoge stroomsnelheid treedt er meer erosie op waardoor de geul dieper en breder wordt. Hierdoor wordt het debiet, de capaciteit groter, waardoor de snelheid van de stroming minder wordt. Bij flessenhalzen blijft de stroomsnelheid hoog. Die kunnen kunstmatig zijn (bedijking met een nauwe doorgang of door stuwdammen) of natuurlijke barrières, zoals rotsformaties. Het bijzondere van een getijdengeul is dat het water in tegengestelde richtingen stroomt. Bij rivieren is er bij meanders een sterke erosie aan de buitenbochtoever, vooral aan de stroomafwaartse kant. Bij vloed is de stroomrichting omgewisseld en zal de erosie op sommige andere plekken voorkomen. 
Op hooggelegen plaatsen met een stabiele bodem is begroeiing mogelijk, waardoor de oevers gestabiliseerd worden met kwelderplanten, zoals zeekraal, Engels slijkgras, zeeaster en kweldergras. Onder water met een stabiele bodem kunnen schelpdieren en zeewieren zich vestigen, die erosie kunnen beperken. Meanders komen vaak voor bij slenken, die zich naar het land toe vaak opsplitsen in veel kleinere waterlopen. Hoe meer slib afgezet wordt, hoe meer de waterlopen gaan meanderen. Bij getijdengeulen wordt ook sediment landinwaarts gebracht door de vloedstroom. Hierdoor kan op termijn landaanwas zijn op hoger geleden gebieden. Andersom kunnen er bij dijkdoorbraken en overstromingen geulen ontstaan door de getijdenwerking, waarmee de zee verder landinwaarts oprukt.

## Menselijke interventies
| Bij het afdammen van een hoger gelegen slenk ontstaat een zoetwaterkreek en kan kwelder ingepolderd worden. Het regenwater wordt via een spuisluis naar zee afgevoerd. Om een slenk bevaarbaar te houden kan bewust veel water worden gespuid op het moment van het laagste tij. Hierdoor wordt de slenk verder uitgegraven en is de slenk bevaarbaar bij hoogtij. Plaatselijk kan de geul verdiept worden door met dijken en andere obstructies een flessenhals te creëren.                                                           |
| Een mooi voorbeeld hiervan is de haven van West-Terschelling. Achter de eigenlijke haven ligt een grote kom (de Plaat) met een betrekkelijk lage basaltdam langs de Waddenzee. Tijdens vloed is de capaciteit van de haven te klein om de stijging van het zeeniveau in de Waddenzee bij te houden. Op de Waddenzee is het niveau veel eerder zo hoog dat veel water over de basaltdam heen dit bekken instroomt. Bij eb moet dit water, nadat het peil onder de kop van de basaltdam is gezakt, via de haven terug naar de Waddenzee. |
| Voor dieper water is regelmatig baggeren onvermijdelijk omdat diep water met weinig stroom dichtslibt. |
| Slenken treden op in vrijwel alle slikken, kwelders, wadden en bij grote zandbanken waar geen overheersende stroming is. Een voorbeeld is de Slenk van het Reitdiep. |

### Stranden
Ook de getijdenstromen tussen de lagune en de zee bij de Zandmotor DeltaDuin creëerden slenken die na verloop van tijd dynamisch evolueren: verzanding door het stuifzand veroorzaakt door sterke wind tijdens stormen, nieuwe doorbraken naar de zee, waardoor oude geulen hun vloedberging verloren en dichtslibben.

## Suatiegeul
Op stranden ontstaan er stromingen door de golfslag over ondiepe zandbanken. De golven stuwen water over de zandbank heen in het iets diepere zwin dat dit water terug afvoert naar zee. Bij de monding van de suatiegeul kunnen hierdoor muistromen ontstaan. Feitelijk zijn deze geulen het effect van de golfslag en niet de getijden.